# Juho Lammikko
Juho Lammikko (ur. 29 stycznia 1996 w Noormarkku) – fiński hokeista, reprezentant Finlandii.

## Kariera
- Ässät U16 (2011-2012)
- Ässät U18 (2011-2013)
- Ässät U20 (2012-2014)
- Ässät (2013-2014)
- Kingston Frontenacs (2014-2016)
  -  Ässät (2015)
- Portland Pirates (2016)
- Springfield Thunderbirds (2016-2019)
- Florida Panthers (2018-2019)
- Kärpät (2019-2020)
- Mietałłurg Magnitogorsk (2020)
- Florida Panthers (2020-2021)
- Vancouver Canucks (2021-)

Wychowanek klubu Porin Ässät, w którym rozwijał karierę w drużynach juniorskich, a w sezonie Liiga (2013/2014) grał w drużynie seniorskiej. W międzyczasie był czterokrotnie draftowany do innych rozgrywek: w KHL Junior Draft 2013 przez rosyjski klub Atłant Mytiszczi, rok potem w NHL Entry Draft 2014 przez amerykański klub Florida Panthers, a wkrótce potem w CHL Import Draft 2014 przez kanadyjski klub Kingston Frontenacs, natomiast rok później jeszcze w USHL Entry Draft 2015 przez Madison Capitols. Od 2014 w barwach ww. zespołu Kingston Frontenacs rozegrał dwa sezony w kanadyjskiej lidze juniorskiej OHL w ramach CHL. Pomiędzy tymi sezonami, w okresie od maja do września 2015 ponownie był zawodnikiem Ässät. W kwietniu 2016 podpisał kontrakt wstępujący z Florida Panthers, a 16 kwietnia 2016 rozegrał też jeden mecz dla zespołu farmerskiego, Portland Pirates, w AHL. Od 2016 przez trzy sezony grał w barwach Springfield Thunderbirds także w AHL, a w tym okresie w edycji NHL (2018/2019) występował też regularnie w Florida Panthers. Następnie wrócił do ojczyzny i w edycji Liiga (2019/2020) występował w Oulun Kärpät. W ramach KHL jego prawa zawodnicze w maju 2015 przejął od Atłanta Mytiszczi klub SKA Sankt Petersburg, a na początku czerwca 2020 ogłoszono, że prawa te zostały nabyte od Spartaka Moskwa przez Mietałłurg Magnitogorsk, a kilka dni później zawodnik podpisał kontrakt z tym klubem. W trakcie sezonu KHL (2020/2021) pod koniec listopada 2020 podpisał roczny kontrakt z Florida Panthers, którą w lipcu 2021 przedłuży o kolejny rok. W październiku 2021 ogłoszono jego transfer do kanadyjskiego klubu Vancouver Canucks.
W kadrach młodzieżowych i juniorskich uczestniczył w turniejach olimpijskiego festiwalu młodzieży Europy edycji 2013, mistrzostw świata juniorów do lat 17 edycji 2013, mistrzostw świata juniorów do lat 18 edycji 2014 oraz mistrzostw świata juniorów do lat 20 edycji 2016. W kadrze seniorskiej uczestniczył w turniejach mistrzostw świata edycji 2019, 2022.

## Sukcesy
Reprezentacyjne
- Złoty medal olimpijskiego festiwalu młodzieży Europy: 2013
- Brązowy medal mistrzostw świata juniorów do lat 20: 2014
- Złoty medal mistrzostw świata juniorów do lat 20: 2016
- Złoty medal mistrzostw świata: 2019, 2022

Klubowe
- Leyden Trophy: 2016 z Kingston Frontenacs
- Trofeum pamiątkowe Harry’ego Lindbladina: 2020 z Kärpät

Indywidualne
- Liiga (2019/2020)[12]:
  - Najlepszy zawodnik miesiąca – październik 2019
  - Dziewiąte miejsce w klasyfikacji strzelców w sezonie zasadniczym: 22 gole
  - Szóste miejsce w klasyfikacji kanadyjskiej w sezonie zasadniczym: 51 punktów
  - Czwarte miejsce w klasyfikacji +/- w sezonie zasadniczym: +30